# Mega Man X (videojuego)
Mega Man X, conocido como Rockman X (ロックマンX Rokkuman Ekkusu?) en Japón, es un videojuego desarrollado en 1993 por Capcom, es el primer videojuego de la serie Mega Man X. Mega Man X es la primera subsaga de Mega Man, y fue creada principalmente como el escalón para progresar desde los videojuegos de Mega Man de la NES a los de la Super Nintendo.
El juego fue lanzado originariamente en 1993 para la Super Nintendo, siendo publicado por Capcom en Estados Unidos y Japón, y por Nintendo en Europa. En 1995, el juego fue publicado para PC. En el año 2005 se hizo un remake como parte de Mega Man Maverick Hunter X para PlayStation Portable y también como parte de Mega Man X Collection para Nintendo GameCube y PlayStation 2. El 24 de julio de 2018, fue lanzada una versión del juego como parte también  de otra compilación llamada Mega Man X Legacy Collection, presente en Nintendo Switch, Playstation 4, XBox One y Steam.

## Consigna del juego
Como en todo Mega Man, la consigna es superar los 8 niveles con sus respectivos jefes (obteniendo sus armas como poderes), para luego pasar 4 o 5 niveles extras que conducen a los jefes de fortaleza y al jefe final. En cada nivel hay ciertos ítems esparcidos, los cuales en la mayoría de los casos, solo se obtienen con poderes ganados de niveles anteriores.

## Argumento
Mega Man X lleva a cabo en un tiempo no especificado durante  (21XX) y aproximadamente 100 años después de la serie Mega Man original del siglo 22. Un arqueólogo humano llamado Dr. Cain descubre las ruinas de un centro de investigación de robótica que una vez había sido operado por el legendario diseñador de robot Dr.Thomas Light. Entre las ruinas, Caín se encuentra una gran cápsula que contiene un robot muy avanzado con la inteligencia de nivel humano y las emociones, e incluso el libre albedrío, de la talla de los que el mundo nunca ha visto antes. Light había querido inculcar en su creación cordura razonable, buen carácter, y una comprensión de los aspectos más controvertidos de la moralidad humana. El robot fue enterrado durante la ejecución de un programa de diagnóstico de 100 años para garantizar estas características. Caín pasa los próximos meses estudiando el robot, que se llama Mega Man X, o simplemente "X". Caín decide duplicar a X y, dentro de varios meses, se completa la primera "replica androide" o "Reploid", un robot que puede pensar, sentir, aprender y crecer exactamente como un ser humano. En el año, el diseño ha sido estandarizado y varios Reploids son producidos en masa. Sin embargo, con el libre albedrío dado a un Reploid viene la posibilidad de actividad criminal; tales Reploids canallas son de marca como "Mavericks" (o "Irregulars" en Japón) por los ciudadanos respetuosos de la ley.
A medida que la protesta pública contra los pocos incidentes Maverick se vuelve demasiado grande para negar, los gobiernos intervienen, y bajo el asesoramiento del Dr. Cain, forma una organización de policía militar de élite llamado el "Maverick Hunters". Los cazadores son contratados para capturar o deshabilitar a los Reploids que representan una amenaza para los seres humanos, proporcionar un control de daños en levantamientos Maverick, ayudar con la recuperación de desastres, y realizar otras tareas según sea necesario. Para dirigir este grupo, Caín diseña un Reploid muy avanzada, piensa que es inmune a cualquier defecto hacia los Mavericks. Este robot, llamado "Sigma", encabeza a los cazadores durante algún tiempo antes de que en última instancia, se convirtiese en un mismo Maverick, junto a la gran mayoría de los otros cazadores. Sigma hace con el control de una pequeña isla, expulsando a todos los ocupantes humanos. Alega que los seres humanos son inferiores y que están limitando el crecimiento y el potencial de Reploids, él pide a sus seguidores que comienzan un esfuerzo masivo de extinción de los humanos. X, sintiéndose culpable por haber ayudado a diseñar una carrera tan peligrosa, une fuerzas con su compañero, Zero, con el fin de dejar de Sigma a cualquier precio.
Mientras que en una misión que implica un ataque rebelde en una carretera, X encuentra a Vile, un Maverick mercenario que fue liberado por Sigma quien pilotea un tanque mecanizada llamado "Ride Armor". Incapaz de derrotar a Vile, X se guarda en un momento crítico por Zero, forzando a Vile a retirarse. Zero a continuación ofrece estímulo para X después de la batalla. X procede a rastrear y exterminan de ocho de los más poderosos Mavericks de Sigma, a continuación cita con Zero fuera de la fortaleza de Sigma. En el interior del compuesto, X encuentra que Zero ha sido capturado por Vile. Otra batalla comienza, terminando similar a su primera reunión con X en la misericordia de Vile. Zero pronto se libera de sus ataduras, se enganche sobre la armadura de Vile, y se auto-detona, destruyendo su propio cuerpo y del "Ride Armor". Impresionado sobre el sacrificio de Zero, X recupera su fuerza y remata a Vile. Zero anima a su compañero una vez más, y muere. Ahora más determinado que nunca, X lucha su camino a Sigma, destruye el líder rebelde, y escapa a la fortaleza de la isla, ya que explota y se hunde. Como él regresa a la base, X reflexiona sobre los acontecimientos que se han desarrollado, cuestionando el sacrificio de Zero, su decisión de luchar, y la guerra permanente con los Mavericks. Después de los créditos (salvo en la versión de PSP), un mensaje de Sigma revela que X simplemente destruyó un cuerpo temporal, y que el espíritu de Sigma sigue vivo. Sigma luego dice que iba a reunir nuevos cuerpos, más fuertes para hacer su voluntad, y que vería a X pronto.

## Jugabilidad
La serie Mega Man original en el NES generalmente ha consistido en los juegos de plataformas en 2D que se centran en el juego de correr y pistola. Mega Man X utiliza los mismos principios básicos como sus precursores pero con muchas opciones añadidas. El jugador toma el control del protagonista X, y, después de completar una fase de introducción, se presenta con una pantalla de selección de fase que representa ocho personajes (de las 13 etapas en total, todas seleccionables en PSP, y exceptuando la primera en iOS y Android). Cada etapa está llena de varios enemigos y peligros y termina con un jefe de batalla en contra de su respectivo Maverick. Completar una etapa premia al jugador con una nueva arma. El jugador puede intentar estos ocho niveles en cualquier orden, el uso de armas adquiridas en un nivel a superar los desafíos en los otros. Originalmente, el jugador puede volver al juego en un momento posterior utilizando un sistema de contraseñas, que retendrá cualquier número de las ocho etapas despejadas y la mayoría de los power-ups, pero en entregas posteriores (como en PSP o iOS) permite guardar partida. Completar algunas etapas afectará sutilmente el paisaje de los demás (exc. en iOS y Android, debido a que utilizaron el motor del primer Mega Man). Por ejemplo, Eliminando a Storm Eagle en el aeropuerto causará cortes de electricidad en la planta eléctrica de Spark Mandrill. En ciertas etapas, X puede saltar dentro de las armaduras para luchar contra los enemigos. Los Ride Armors son tanques bípedos capaces de dar golpes poderosos.
Las habilidades de X son similares a las de los anteriores juegos de Mega Man, como correr, saltar, y un cañón de brazo cargo nombrado el "X-Buster". Sin embargo, Mega Man X introduce una serie de elementos que no están presentes en los títulos de Mega Man originales. Una característica destacada es la capacidad de escalar, deslizarse hacia abajo, o saltar de casi cualquier pared. Cápsulas de piezas de armadura se pueden encontrar en varias etapas que muestran un mensaje holográfico del Dr. Light cuando se acerca. Cada cápsula contiene cualquiera de las partes de la armadura propia de X (Light Armor) -sus piernas, armadura, casco, o X-Buster otorgan al jugador una mejor potencia de ataque y defensa, así como nuevas habilidades, como una actualización de instrumentos. El jugador también puede recoger "Tanques del corazón" ocultos que se extienden energía máxima vida de X y "Sub-tanques" que pueden almacenar energía adicional para su uso posterior. Cuando se cumplen ciertas condiciones, una cápsula secreta puede ser desbloqueado que da X la capacidad de realizar el "Hadouken", un ataque utilizado por los personajes de la serie Street Fighter de Capcom.

## Jefes
Jefe de Introducción:
- Vile: Un robot morado sin rostro. Armado en una Ride Armor. Fue liberado por Sigma en primera instancia.[16] Suele aparecer en la autopista o en la fortaleza de Sigma, ya sea en la parte 1 (como en Super NES) o en la parte 3 (como en PSP).

A partir de este juego, la gran mayoría de los jefes finales están inspirados en animales, a diferencia de la saga clásica, donde muchos de los jefes estaban basados en elementos cotidianos.
Los jefes, en que su orden en la fortaleza de Sigma es alterado en cada versión, son:
- Storm Eagle: Se detecta en el aeropuerto. La debilidad de este jefe es «Picotazo de camaleón». Una vez derrotado, da el arma «Tornado fluvial». Este jefe está basado en un Águila.
- Flame Mammoth: Se detecta en la fábrica de robots. Débil contra viento. Una vez derrotado, da el arma «Onda ignea». Este jefe está basado en un Mamut.
- Chill Penguin: Se detecta en el témpano ártico. Débil contra fuego. Este jefe, una vez derrotado, da el arma «Pistola de hielo». Este jefe está basado en un Pingüino.
- Spark Mandrill: Se detecta en la planta de generadores. Débil contra hielo. Este jefe una vez derrotado te da el arma «Chispazo de rayo». Este jefe está basado en un Mandril.
- Armored Armadillo: Se detecta en la minería. Débil contra trueno. Una vez derrotado, da el arma «Escudo rodante». Este jefe está basado en un Armadillo.
- Launch Octopus: Se detecta en la planta petrolera, en el mar. La debilidad de este jefe es «Escudo rodante». Este jefe, una vez derrotado, da el arma «Misiles Homming». Este jefe está basado en un Pulpo.
- Boomerang Kuwanger: Se detecta en una torre. La debilidad de este jefe es el «Mísil Homming». Este jefe una vez derrotado da el arma «Bumerán cortante». Este jefe está basado en un Ciervo Volante.
- Sting Chameleon: Se detecta en un bosque. La debilidad de este jefe es «Bumerán cortante». Este jefe una vez derrotado da el arma «Picotazo de camaleón». Este jefe está basado en un Camaleón.

Al eliminar los 8 jefes, los jugadores desbloquean la fortaleza de Sigma. Tras la eliminación de algunos de los jefes en cada etapa de la fortaleza, aparecen los siguientes:
- Bosspider: Una araña robótica que lanza miniarañas y se mueve rápido. Se encuentra en la parte 1. Débil contra hielo.
- Rangda Bangda: Una muralla basada en algún mural de la cultura asiática. Se encuentra en la parte 2. La debilidad de este jefe es «Picotazo de camaleón». Como curiosidad, este jefe se repite en Megaman X5, pero con cambios menores.
- D-Rex: Un vehículo con forma de dinosaurio. Se encuentra en la parte 3. La debilidad de este jefe es «Bumerán cortante»

Ya en la fortaleza 4, la batalla final se acerca. Al subir la torre, se encuentra los jefes finales en orden:
- Velguarder: El perro de Sigma. Débil contra hielo.
- Sigma/Σ: El propio Sigma armado con su Espada láser. Originalmente era un reploid antes de ser infectado por un virus. Débil contra trueno.
- Wolf Sigma: La cabeza de Sigma unida a una máquina con forma de lobo. La debilidad de este jefe final es «Escudo rodante».

## Historial de lanzamientos
En 1993, la versión de Super NES salió al mercado y posteriormente fue portado por Rozner Labs para PC en 1995, en donde incluye un gamepad de 6 botones. En 1996, solo en Japón se publicó una versión para PC de forma separada. En 1997, Majesco publicó el relanzamiento de Super NES mientras que en Japón la relanza Nintendo al año siguiente.
En 2006 se hizo una versión para PlayStation Portable llamada Mega Man Maverick Hunter X, una nueva versión del Megaman X original. El mismo año se lanza Mega Man X Collection, una compilación que contiene desde Megaman X hasta Megaman X6, más Mega Man Battle & Chase.
En 2007, se ha publicado la versión japonesa en teléfonos móviles y posteriormente el 2011 dicha versión fue lanzada en Android, pero fue descatalogado posteriormente.
En 2011, se ha publicado una versión para iOS. Esta versión se usó el motor del primer Mega Man, ya que se dividió los niveles en partes de escenarios, en vez de tener un nivel completo. Además, se eliminó los iconos de vidas extra, pero como contrapartida, se le incluyó un nuevo modo desafío con 80 niveles. Además, las opciones extra se desbloquean mediante micro transacciones, y se agregaron tres dificultades, siendo fácil la dificultad en que se agrega plataformas a ciertas trampas y agujeros trampa, normal similar a la dificultad de Super NES y difícil en que aumenta el número de enemigos.
El 2 de febrero de 2023, se ha publicado la segunda versión de Android. Esta versión tiene los idiomas japonés, inglés, francés, español y las dos variantes de chino. A diferencia de la versión de iOS, las opciones extra ya están disponibles por defecto, y ya se puede cambiar el BGM del juego, optando por el original de Super NES o por la versión de PSP.